# Protocolo de Uqair

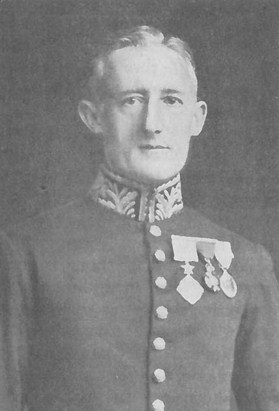
Percy Cox

El Protocolo de Uqair (Uqair Protocol en inglés), o Convención de Uqair, fue un acuerdo en Uqair, firmado el 2 de diciembre de 1922, el cual definió las fronteras entre Irak y Nechd y entre Kuwait y Nechd.
La imposición de este acuerdo y de los límites concomitantes le correspondió al británico (como representante de la monarquía del Reino Unido) Percy Cox, el Alto Comisionado en Irak, como respuesta a las incursiones de los beduinos de Nechd, bajo el mando de Abdelaziz bin Saúd, después rey de Arabia Saudita. Cox y el mayor John More, el Agente Político en Kuwait, se reunieron con bin Saúd. Las fronteras incluyeron una zona neutral saudí-iraquí y una zona neutral saudí-kuwaití.
A Kuwait no se le permitió ningún papel en el resultado del acuerdo entre los saudíes y los británicos, quienes decidieron las fronteras modernas entre ellos. Kuwait perdió más de las dos terceras partes de su territorio por el acuerdo, animando sentimientos en contra de los británicos debido a estas pérdidas.